# Marie Guenet de Saint-Ignace
Marie Guenet de Saint-Ignace, född 1610, död 1646, var en fransk abbedissa. Hon blev grundaren och den första föreståndaren för sjukhusklostret Hôtel-Dieu de Québec i Quebec 1639. Det var det äldsta klostret för kvinnor i Quebec, grundat samma år som ursulinerna grundade sitt skolkloster under ledning av Marie de l'Incarnation - de två grupperna av nunnor tog sig till Kanada på samma fartyg. 